# Tournefortia mapirensis
Tournefortia mapirensis är en strävbladig växtart som beskrevs av Lingelsheim. Tournefortia mapirensis ingår i släktet Tournefortia och familjen strävbladiga växter. Inga underarter finns listade i Catalogue of Life.